# Logănești, Criuleni
Logănești este un sat din cadrul comunei Drăsliceni din raionul Criuleni, Republica Moldova.

## Istorie
Satul Logănești este atestat pentru prima dată în anul 1607:
„7115 regeste, Pentru Lohănești:

Cât îmi trebuiește ispisocul însămnat mai gios de la domnul Simeon Movilă Voievod din velet 7115 <1607>, care are cuprindere că sânt doao săliște în Lohănești, după cum te vei pliroforisi dumneta din copie ce trimet de pe tălmăcire acelui hrisov, care tălmăcire mi sau dat de către dumnealui sărdariul, dinpreună cu celelalte scrisori, iar hrisovul cel original sărbesc a rămas să-l ia de la părintele dumisale, precum însuși făgăduiește că-l va trimite, și nu mi lau mai trimes.”